# Calamosternus hyxos algiricus
Calamosternus hyxos algiricus é uma subespécie de insetos coleópteros polífagos pertencente à família Aphodiidae.
A autoridade científica da subespécie é Mariani & Pittino, tendo sido descrita no ano de 1983.
Trata-se de uma subespécie presente no território português.